# Nothopegia sivagiriana
Nothopegia sivagiriana är en sumakväxtart som beskrevs av Murugan & Manickam. Nothopegia sivagiriana ingår i släktet Nothopegia och familjen sumakväxter. Inga underarter finns listade i Catalogue of Life.